# Ledeburita

Diagrama de fase ferro-carboni, que mostra la fase ferro-carboni.

La ledeburita, en la metal·lúrgia del ferro i l'acer, és una mescla amb un 4,3% de carboni en el ferro i és una mescla o aliatge eutèctica d'austenita i cementita. La ledeburita no és un tipus d'acer perquè el seu nivell de carboni és massa alt però pot aparéixer com a component separat en alguns acers.
Rep el seu nom pel metal·lúrgic Karl Heinrich Adolf Ledebur (1837–1906) qui la va descobrir l'any 1882.
La ledeburita té un punt de fusió de 1.147 °C.